# Blåhøj Sogn
Blåhøj Sogn er et sogn i Ikast-Brande Provsti (Viborg Stift).
I 1877 blev Blåhøj Kirke opført som filialkirke i Sønder Omme Sogn, og i 1911 blev Blåhøj Sogn udskilt som selvstændigt sogn fra Sønder Omme Sogn. Det hørte til Nørvang Herred i Vejle Amt. Blåhøj sognekommune blev ved kommunalreformen i 1970 indlemmet i Brande Kommune, som ved strukturreformen i 2007 indgik i Ikast-Brande Kommune.
I sognet findes følgende autoriserede stednavne:
- Blåhøj (bebyggelse)
- Hallundbæk (bebyggelse, ejerlav)
- Hallundbæk Mark (bebyggelse)
- Lundager (bebyggelse)
- Omvrå (bebyggelse, ejerlav)
- Omvrå Nordby (bebyggelse)
- Ravlund (bebyggelse)
- Trekroner (bebyggelse)
- Trælund (bebyggelse)